# Songs of Love and Hate (Godflesh)
Songs of Love and Hate è il quarto album in studio del gruppo industrial metal britannico Godflesh, pubblicato nel 1996.

## Tracce
1. Wake – 4:19
2. Sterile Prophet – 4:19
3. Circle of Shit – 4:53
4. Hunter – 4:40
5. Gift from Heaven – 7:45
6. Amoral – 4:57
7. Angel Domain – 3:55
8. Kingdom Come – 5:34
9. Time, Death and Wastefulness – 6:13
10. Frail – 5:25
11. Almost Heaven (CD bonus track) – 5:41

## Formazione
- G. C. Green – basso, sintetizzatore
- Justin Broadrick – chitarra, voce
- Bryan Mantia – batteria